# Gunslinger Girl
Gunslinger Girl (jap. ガンスリンガー·ガール Gansuringa Garu) – manga autorstwa Yu Aidy.
Na podstawie mangi powstały dwie serie anime. Została również stworzona gra, której premiera w Japonii odbyła się 8 kwietnia 2004.
W Polsce pierwsza seria anime została wyemitowana na kanale Hyper. Pierwsza i druga seria anime została wydana bezpośrednio na DVD przez Anime Virtual.

## Fabuła
Serial opowiada o losach Henrietty, Rico, Trieli, Claes i Angeliki. Te 10-letnie dziewczynki przeszły w swym życiu wiele. Po licznych traumatycznych przeżyciach, dziewczynki trafiają do szpitala, gdzie stoją u progu śmierci. Tam Stowarzyszenie dla Społecznego Dobrobytu – tajna agencja rządowa zmienia dziewczynki w maszyny do zabijania. Na zewnątrz niezmienione, jednak poddane praniu mózgu stają się śmiertelnie groźną bronią w walce z terrorystami i bandytami. W ciągu dnia wykonują najtrudniejsze misje oraz chronią swoich opiekunów. Z chłodną precyzją strzelają do swych celów. Są w stanie bez zmrużenia oka, gołymi rękami zabijać na polecenie swoich przełożonych. Wieczorami wracają do świata zabawek i radości, z którego zostały tak bezlitośnie wyrwane. Te dziewczynki mają mechaniczne ciało, jednak nadal są niewinnymi dziećmi. Są nieuchwytnym celem, gdyż nawet najbardziej brutalny terrorysta zawaha się nad zabiciem dziecka, ale tę chwilę namysłu może przypłacić życiem.

## Ścieżka dźwiękowa
- The Delgados "The light before we land"
- The Delgados "Woke from dreaming"
- Yoshitaka Kitanami "Yume no ato ni"